# جيمس إس. جورمان
جيمس إس. جورمان (بالإنجليزية: James S. Gorman) هو محامي وسياسي أمريكي، ولد في 28 ديسمبر 1850، وتوفي في 27 مايو 1923 في ديترويت في الولايات المتحدة. حزبياً، نشط في الحزب الديمقراطي. وقد انتخب عضو مجلس ولاية ميشيغان وانتخب عضو مجلس نواب ميشيغان ‏ وانتخب عضو مجلس النواب الأمريكي.